# Meat Puppets II
Meat Puppets II es el segundo álbum de la banda estadounidense Meat Puppets, publicado en 1984. Es una desviación de su álbum debut homónimo, que consistía en gran parte en hardcore ruidoso con voces ininteligibles. Abarca muchos géneros, desde rock de estilo country («Magic Toy Missing», «Climbing» y «Lost») hasta canciones acústicas lentas («Plateau» y «Oh, Me») y efectos de guitarra psicodélicos («Aurora Borealis» y «Were Here»).
La portada está diseñada por Curt Kirkwood y Neal Holliday.
Rykodisc reeditó el álbum en 1999 con canciones adicionales y lados B, incluyendo una versión de la canción «What To Do» del álbum Aftermath de The Rolling Stones.

## Recepción
Kurt Loder, en una reseña de abril de 1984 en Rolling Stone, describió a Meat Puppets II como “uno de los álbumes más divertidos y agradables” del año, sintiendo que la banda se había desarrollado más allá de la música thrash para convertirse en “una especie de compactador de basura cultural” en el que combinan el headbanging con “un poco de The Byrds... guitarra al estilo Jimi Hendrix... y... la creación de palabras al estilo Blonde on Blonde”. En su reseña para The Village Voice, Robert Christgau sintió que Curt Kirkwood había combinado “el aficionado y la vanguardia con un atractivo hogareño”, lo que resultó en una “música country tranquilamente demente” en una vena “psicodélica”.

## Legado
Tres de las canciones del álbum fueron versionadas por Nirvana (cuando los hermanos Kirkwood se unieron a ellos en el escenario) durante su programa Unplugged para MTV («Plateau», «Oh, Me» y «Lake of Fire»).
El álbum fue incluido en el libro de los 1001 discos que hay que escuchar antes de morir.
La canción de cierre, «The Whistling Song», sirvió como el título de la primera novela de Stephen Beachy. Curt Kirkwood diseñó la portada para el libro.
El 19 de agosto de 2008, Meat Puppets II fue interpretada en vivo en su totalidad por Meat Puppets como parte del Don't Look Back, serie de conciertos organizada por All Tomorrow's Parties, y nuevamente en diciembre de 2008 en una presentación en Londres.

## Lista de canciones
Todas las canciones escritas y compuestas por Curt Kirkwood.
Lado uno
1. «Split Myself in Two» – 2:22
2. «Magic Toy Missing» – 1:20
3. «Lost» – 3:24
4. «Plateau» – 2:22
5. «Aurora Borealis» – 2:44
6. «We're Here» – 2:40

Lado dos
1. «Climbing» – 2:41
2. «New Gods» – 2:09
3. «Oh, Me» – 2:59
4. «Lake of Fire» – 1:54
5. «I'm a Mindless Idiot» – 2:26
6. «The Whistling Song» – 2:56

## Créditos
Créditos adaptados desde las notas de álbum.
Meat Puppets
- Curt Kirkwood – guitarra, voces
- Cris Kirkwood – guitarra bajo, voces
- Derrick Bostrom – batería

Personal técnico
- Spot - ingeniero de audio
- Curt Kirkwood – diseño de portada
- Neal Holliday - diseño de portada